# Ламар Хајтс (Мисури)
Ламар Хајтс (енгл. Lamar Heights) град је у америчкој савезној држави Мисури.

## Демографија
По попису из 2010. године број становника је 178, што је 38 (-17,6%) становника мање него 2000. године.
| Група             | 2000.       | 2010.       |
| Белци             | 204 (94,4%) | 174 (97,8%) |
| Афроамериканци    | 0 (0,0%)    | 0 (0,0%)    |
| Азијати           | 2 (0,9%)    | 0 (0,0%)    |
| Хиспаноамериканци | 3 (1,4%)    | 2 (1,1%)    |
| Укупно            | 216         | 178         |